# Braunkohlenausschuss
Der Braunkohlenausschuss (auch Braunkohleausschuss, abgekürzt BKA) ist ein Gremium der Raumordnung auf der Ebene der Regional- und Landesplanung, welches in einigen deutschen Bundesländern im Auftrag der jeweiligen Landesregierung die Rahmenbedingungen für den Abbau von Braunkohle erarbeitet und den dazugehörigen Braunkohlenplan entwirft. Kernpunkt ist hierbei die Mitwirkung und Willensbildung der betroffenen und beteiligten Bürger.
Ein solcher Ausschuss existiert in den Ländern:
- Nordrhein-Westfalen für das Rheinische Revier[1]
- Brandenburg für den brandenburgischen Teil des Lausitzer Reviers[2]
- Sachsen für den sächsischen Teil des Lausitzer Reviers (Oberlausitz)[3] und den sächsischen Teil des Mitteldeutschen Reviers (Westsachsen)[4][5]

Zusammensetzung, Aufgaben und Arbeitsweise des Ausschusses ist in den genannten Ländern im Detail leicht abweichend. Allen gemein ist die grundsätzliche Zielsetzung der Bürgerbeteiligung. Um diese zu erreichen, besteht der Ausschuss neben Vertretern aus Landespolitik und -verwaltung sowie kommunalen Vertretern zum Teil auch aus Vertretern verschiedener gesellschaftlicher Gruppen, ausgewählt über deren Interessenvertretungsverbände, wie Industrie- und Handwerkskammern, Landwirtschaftsverbände, Arbeitgeberverbände, Gewerkschaften, Kirchen und Umweltverbände.